# Dekolonisierung Amerikas

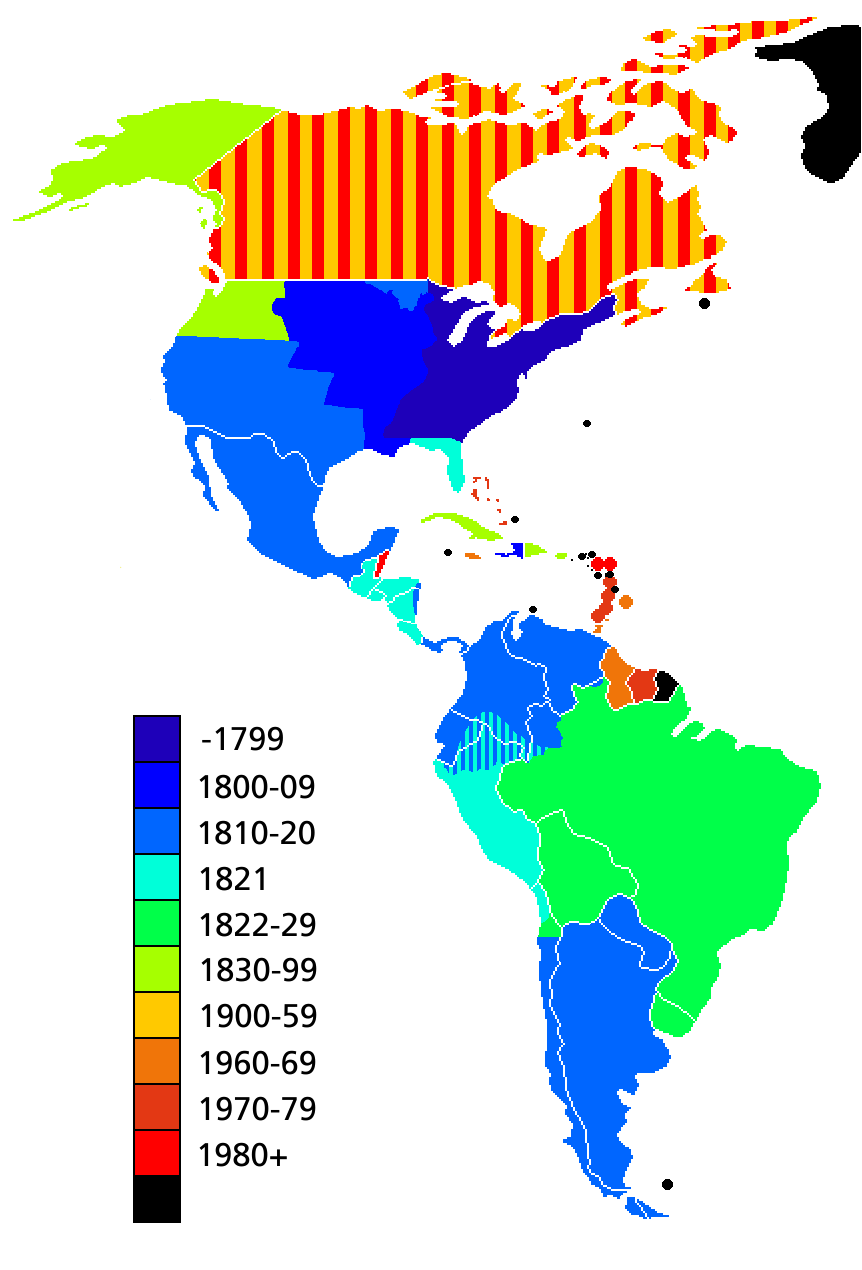
Länder in Amerika sortiert nach dem Datum der Unabhängigkeit. (Die USA erreichten ihre volle territoriale Ausdehnung erst 1867.)

Die Dekolonisierung Amerikas bezeichnet den Prozess, während dessen die Länder in Nordamerika und Südamerika ihre Unabhängigkeit errangen.

## Vereinigte Staaten
Hauptartikel: Amerikanische Unabhängigkeitsbewegung
Die Vereinigten Staaten waren das erste Land Amerikas, das seine Unabhängigkeit errang. Es erklärte 1776 seine Unabhängigkeit vom Königreich Großbritannien, die mit dem Frieden von Paris 1783 anerkannt wurde.
Große Teile des Gebiets der heutigen Vereinigten Staaten waren zuvor im Besitz anderer Mächte. Vor allem ehemals spanische Gebiete kamen im Laufe des 19. Jahrhunderts unter die Kontrolle der Vereinigten Staaten. So wurde beispielsweise Florida 1810 direkt von Spanien übernommen. Andere Gebiete waren dazwischen Teil des von Spanien unabhängig gewordenen Mexikos (z. B. Kalifornien) oder gingen im Fall von Texas dazwischen zusätzlich noch über das Stadium einer eigenständigen Republik. Große Gebiete wurden im Rahmen des Louisiana Purchase von Frankreich übernommen. Der heutige Bundesstaat Alaska war ab dem 18. Jahrhundert bis 1867 als Russisch-Amerika eine Kolonie des Russischen Zarenreiches gewesen und wurde von diesem im Alaska Purchase an die Vereinigten Staaten verkauft.

## Haiti
Siehe auch: Geschichte Haitis
Im Gefolge der Französischen Revolution wurden viele der Ideale in Haiti verbreitet, wo die Sklaven 1791 begannen, sich zu erheben. Am 1. Januar 1804 erklärte Jean-Jacques Dessalines Haiti zur freien Republik und schloss sich den USA als zweite unabhängige Nation der Westlichen Hemisphäre an. Haiti ist das einzige Land der westlichen Hemisphäre, in dem ein Sklavenaufstand direkt in die Freiheit führte. 1825 erkannte der französische König, Karl X., die Unabhängigkeit Haitis an.

## Spanische Kolonien
Die spanischen Kolonien in Südamerika gewannen ihre Unabhängigkeit im ersten Viertel des 19. Jahrhunderts während der Südamerikanischen Unabhängigkeitskriege. Simón Bolívar und José de San Martín führten ihre Unabhängigkeitskämpfe an. Obwohl sich Bolívar bemühte, die spanisch-sprechenden Teile des Kontinents politisch vereint zu halten, wurden sie sehr schnell unabhängig voneinander und es wurden mehrere weitere Kriege geführt, wie der Tripel-Allianz-Krieg und der Salpeterkrieg.
Während der Napoleonischen Kriege auf der Iberischen Halbinsel wurden durch die Kreolen mehrere Parlamente einberufen, um das Land im Namen von Ferdinand VII. von Spanien zu beherrschen. Diese Erfahrung von Selbstverwaltung und der Einfluss des Liberalismus und der Ideen der Französischen Revolution und der Amerikanischen Unabhängigkeitsbewegung führten zum Kampf um die Unabhängigkeit, angeführt von den „Libertadores“. Die Kolonien befreiten sich selbst, oft mit Hilfe des Britischen Weltreichs, das politischen Einfluss und Handel ohne das spanische Monopol anstrebte.
Ein ähnlicher Prozess fand in den 1810er Jahren in Spaniens nord- und zentralamerikanischen Kolonien mit dem Mexikanischen Unabhängigkeitskrieg und zugehörigen Kämpfen statt.
1898 gewannen die USA den Spanisch-Amerikanischen Krieg, okkupierten Kuba und Puerto Rico und beendeten damit die spanische territoriale Kontrolle in Amerika.
Anfang des 20. Jahrhunderts emigrierten Spanier aus wirtschaftlichen und politischen Gründen in die früheren Kolonien, insbesondere nach Kuba, Mexiko und Argentinien. Nach den 1970er Jahren kehrte sich die Emigrationsrichtung um.
In den 1990er Jahren investierten spanische Firmen wie Repsol YPF und Telefónica in Südamerika, oft, indem sie privatisierte Firmen kauften.

## Portugiesische Kolonien
Hauptartikel: Brasilianische Unabhängigkeitsbewegung
Anders als die Spanier teilten die Portugiesen ihre Kolonialterritorien in Amerika nicht. Die Kapitanate, die sie schufen unterstanden einer zentralisierten Administration in Salvador, die direkt an die Krone in Lissabon berichtete. Deswegen ist es nicht üblich, von einem „Portugiesisch-Amerika“ zu sprechen (so wie man von Spanisch-Amerika, Niederländisch-Amerika usw. spricht), sondern von Brasilien – einer vereinigten Kolonie seit ihren frühesten Anfängen.
Das führte dazu, dass Brasilien, als es 1822 unabhängig wurde, nicht in verschiedene Staaten zerfiel, wie es seinen spanisch-sprechenden Nachbarn widerfuhr. Die Übernahme einer Monarchie als Staatsform anstatt einer Bundesrepublik für die ersten sechs Dekaden der brasilianischen politischen Unabhängigkeit ist ebenfalls der nationalen Zusammengehörigkeit geschuldet.
In der portugiesischen Kolonie proklamierte Peter I. (später als Peter IV. auch König Portugals) 1822 die Unabhängigkeit des Landes und wurde Brasiliens erster Kaiser. Dies wurde von der portugiesischen Krone im Großen und Ganzen friedlich aufgenommen. Trotzdem kam es zu einigen Guerillas zwischen portugiesischen Truppen und Zivilisten. Portugal erkannte die Unabhängigkeit Brasiliens nach einer Entschädigung an.

## Kanada
Am 1. Juli 1867 wurde Kanada ein Dominion innerhalb des Britischen Weltreichs. Zu diesem Zeitpunkt umfasste das „Dominion von Kanada“ Ober- und Niederkanada (heute das südliche Ontario und Québec), Nova Scotia und New Brunswick. Die britischen Kolonien British Columbia (1871), Prince Edward Island (1873) und Neufundland (1949, nach dem Zweiten Weltkrieg) schlossen sich später der Kanadischen Konföderation an. Großbritannien trat außerdem die Kontrolle über Ruperts Land, das Nordwestterritorium (1870) und die arktischen Inseln (1880) an Kanada ab. Dieser Grad der Unabhängigkeit wird komplett mit politischen Mitteln durch Verhandlungen zwischen den Regierungen der britischen nordamerikanischen Kolonien erreicht (Charlottetown-Konferenz und Québec-Konferenz 1864, Londoner Konferenz 1866). Es gab 1837 und 1838 zwei Versuche in Ober- und Niederkanada, die kanadische Unabhängigkeit durch bewaffnete Kräfte zu erlangen (siehe Rebellionen von 1837), die aber beide durch die Briten niedergeschlagen wurden.
Neufundland wurde am 26. September 1907 ebenfalls der Status eines Dominions zugesprochen und schloss sich, wie weiter oben beschrieben, 1949 der Konföderation an.
Von 1867 bis 1931 behielt Großbritannien die Kontrolle über die Außenpolitik. Das Statut von Westminster (1931) übertrug die Kontrolle an Kanada. Für einige Grundgesetzänderungen war jedoch die formale Erlaubnis durch das Britische Parlament notwendig (siehe Verfassungsgesetz von 1867). Mit der Annahme des Kanada-Gesetzes 1982 wurde diese letzte formale gesetzgeberische Verbindung zum Mutterland durchtrennt und Kanada erhielt die volle Unabhängigkeit von der königlichen Regierung in London. Das Land gehört zum Commonwealth of Nations.

## 20. Jahrhundert
Einige wenige Länder hatten eine Unabhängigkeit bis zum 20. Jahrhundert nicht erlangt:
Bahamas
Großbritannien gewährte den Inseln 1964 die interne Selbstverwaltung. 1973 erlangten die Bahamas die volle Unabhängigkeit, sie verbleiben im Commonwealth of Nations.
Belize (zuvor Britisch-Honduras)
unabhängig von Großbritannien seit 1981, Mitglied im Commonwealth of Nations
Guyana
unabhängig von Großbritannien seit 1966, Mitglied im Commonwealth of Nations
Jamaika
unabhängig von Großbritannien seit 1962, Mitglied im Commonwealth of Nations
Suriname
unabhängig von den Niederlanden seit 1975
Trinidad und Tobago
unabhängig von Großbritannien seit 1962, Mitglied im Commonwealth of Nations

## Staaten nach Jahr der Unabhängigkeit
|                                |     | Name                                   | Unabhängigkeit            | Unabhängigkeit | durch                  | von                                                                         | Staatsform                                                                                      | Staatsform                    | Ende Souveränität | Ende Souveränität | durch               | von/zu                                 |
| ------------------------------ | --- | -------------------------------------- | ------------------------- | -------------- | ---------------------- | --------------------------------------------------------------------------- | ----------------------------------------------------------------------------------------------- | ----------------------------- | ----------------- | ----------------- | ------------------- | -------------------------------------- |
| 18. Jahrhundert                |     |                                        |                           |                |                        |                                                                             |                                                                                                 |                               |                   |                   |                     |                                        |
| 1.                             | 1.  | Vereinigte Staaten von Amerika         | 4. Juli                   | 1776           | Erklärung              | Großbritannien                                                              | Staatenbund                                                                                     | 1776–                         |                   |                   |                     |                                        |
| 1.                             | 1.  | Vereinigte Staaten von Amerika         | 3. September              | 1783           | Anerkennung            | Großbritannien                                                              | Föderale Konstitutionelle Präsidialrepublik                                                     | 1789–                         |                   |                   |                     |                                        |
| 1.                             | 2.  | Vermont                                | 15. Januar                | 1777           | Erklärung              | Großbritannien/Kolonien                                                     | Republik                                                                                        | 1777–                         | 4. März           | 1791              | Beitritt            | USA                                    |
| 1800er                         |     |                                        |                           |                |                        |                                                                             |                                                                                                 |                               |                   |                   |                     |                                        |
| 2.                             | 3.  | Haiti                                  | 1. Januar                 | 1804           | Erklärung              | Frankreich                                                                  | Kaiserreich                                                                                     | 1804–                         |                   |                   |                     |                                        |
| 2.                             | 3.  | Haiti                                  | 1. Januar                 | 1804           | Erklärung              | Frankreich                                                                  | Präsidialrepublik                                                                               | 1806–                         |                   |                   |                     |                                        |
| 2.                             | 3.  | Haiti                                  | 1. Januar                 | 1804           | Erklärung              | Frankreich                                                                  | Kaiserreich                                                                                     | 1849–                         |                   |                   |                     |                                        |
| 2.                             | 3.  | Haiti                                  | 1. Januar                 | 1804           | Erklärung              | Frankreich                                                                  | Präsidialrepublik                                                                               | 1859–                         |                   |                   |                     |                                        |
| 2.                             | 3.  | Haiti                                  | 17. April                 | 1825           | Anerkennung            | Frankreich                                                                  | Protektorat der USA                                                                             | 1915–                         |                   |                   |                     |                                        |
| 2.                             | 3.  | Haiti                                  | 17. April                 | 1825           | Anerkennung            | Frankreich                                                                  | Präsidialrepublik                                                                               | 1936–                         |                   |                   |                     |                                        |
| 2.                             | 3.  | Haiti                                  | 17. April                 | 1825           | Anerkennung            | Frankreich                                                                  | Diktatur                                                                                        | 1957–                         |                   |                   |                     |                                        |
| 2.                             | 3.  | Haiti                                  | 17. April                 | 1825           | Anerkennung            | Frankreich                                                                  | Präsidialrepublik                                                                               | 1986–                         |                   |                   |                     |                                        |
| 2.                             | 4.  | Haiti-Nord                             | 17. Oktober               | 1806           | Erklärung              | Haiti                                                                       | Präsidialrepublik                                                                               | 1807–                         | 26. Oktober       | 1820              | Anschluss           | Haiti                                  |
| 2.                             | 4.  | Haiti-Nord                             | 17. Oktober               | 1806           | Erklärung              | Haiti                                                                       | Monarchie                                                                                       | 1811–                         | 26. Oktober       | 1820              | Anschluss           | Haiti                                  |
| 1810er                         |     |                                        |                           |                |                        |                                                                             |                                                                                                 |                               |                   |                   |                     |                                        |
| 3.                             | 5.  | Paraguay                               | 14./15. Mai 8. April      | 1811 1882      | Erklärung Anerkennung  | Spanien                                                                     | Präsidialrepublik Militärdiktatur Präsidialrepublik                                             | 1814– 1954– 1992–             |                   |                   |                     |                                        |
| 4.                             | 6.  | Mexiko                                 | 6. November               | 1813           | Erklärung              | Spanien                                                                     | Kaiserreich                                                                                     | 1821–                         |                   |                   |                     |                                        |
| 4.                             | 6.  | Mexiko                                 | 6. November               | 1813           | Erklärung              | Spanien                                                                     | Föderale Präsidialrepublik                                                                      | 1824–                         |                   |                   |                     |                                        |
| 4.                             | 6.  | Mexiko                                 | 6. November               | 1813           | Erklärung              | Spanien                                                                     | Präsidialrepublik                                                                               | 1835–                         |                   |                   |                     |                                        |
| 4.                             | 6.  | Mexiko                                 | 14. November              | 1837           | Anerkennung            | Spanien                                                                     | Föderale Präsidialrepublik                                                                      | 1857–                         |                   |                   |                     |                                        |
| 4.                             | 6.  | Mexiko                                 | 14. November              | 1837           | Anerkennung            | Spanien                                                                     | Kaiserreich                                                                                     | 1864–                         |                   |                   |                     |                                        |
| 4.                             | 6.  | Mexiko                                 | 14. November              | 1837           | Anerkennung            | Spanien                                                                     | Präsidialrepublik                                                                               | 1867–                         |                   |                   |                     |                                        |
| 5.                             | 7.  | Argentinien                            | 9. Juli                   | 1816           | Erklärung              | Spanien                                                                     | Staatenbund                                                                                     | 1816–                         |                   |                   |                     |                                        |
| 5.                             | 7.  | Argentinien                            | 9. Juli                   | 1816           | Erklärung              | Spanien                                                                     | Föderale Präsidialrepublik                                                                      | 1853–                         |                   |                   |                     |                                        |
| 5.                             | 7.  | Argentinien                            | 21. September             | 1863           | Anerkennung            | Spanien                                                                     | Militärdiktatur                                                                                 | 1976–                         |                   |                   |                     |                                        |
| 5.                             | 7.  | Argentinien                            | 21. September             | 1863           | Anerkennung            | Spanien                                                                     | Föderale Präsidialrepublik                                                                      | 1983–                         |                   |                   |                     |                                        |
| 6.                             | 8.  | Chile                                  | 12. Februar 25. September | 1818 1845      | Erklärung Anerkennung  | Spanien                                                                     | Präsidialrepublik Parlamentarische Republik Präsidialrepublik Militärdiktatur Präsidialrepublik | 1818– 1891– 1925– 1973– 1990– |                   |                   |                     |                                        |
| 7.                             | 9.  | Kolumbien                              | 17. Dezember              | 1819           | Erklärung              | Spanien                                                                     | Präsidialrepublik                                                                               | 1819–                         |                   |                   |                     |                                        |
| 7.                             | 9.  | Kolumbien                              | 17. Dezember              | 1819           | Erklärung              | Spanien                                                                     | Präsidialrepublik                                                                               | 1831–                         |                   |                   |                     |                                        |
| 7.                             | 9.  | Kolumbien                              | 10. September             | 1880           | Anerkennung            | Spanien                                                                     | Föderale Präsidialrepublik                                                                      | 1858/ 1863-                   |                   |                   |                     |                                        |
| 7.                             | 9.  | Kolumbien                              | 10. September             | 1880           | Anerkennung            | Spanien                                                                     | Präsidialrepublik                                                                               | 1886–                         |                   |                   |                     |                                        |
| 1820er                         |     |                                        |                           |                |                        |                                                                             |                                                                                                 |                               |                   |                   |                     |                                        |
| 8.                             | 10. | Peru                                   | 21./28. Juli              | 1821           | Erklärung              | Spanien                                                                     | Präsidialrepublik                                                                               | 1822–                         | 17. März          | 1836              | Teilung             | Süd-Peru                               |
| 8.                             | 10. | Peru                                   | 23. April                 | 1865           | Anerkennung            | Spanien                                                                     | Präsidialrepublik                                                                               | 1822–                         | 6. August         | 1836              | Teilung             | Nord-Peru                              |
| 9.                             | 11. | Brasilien                              | 7. September              | 1822           | Erklärung              | Portugal                                                                    | Kaiserreich                                                                                     | 1822–                         |                   |                   |                     |                                        |
| 9.                             | 11. | Brasilien                              | 7. September              | 1822           | Erklärung              | Portugal                                                                    | Föderale Präsidialrepublik                                                                      | 1898–                         |                   |                   |                     |                                        |
| 9.                             | 11. | Brasilien                              | 15. November              | 1825           | Anerkennung            | Portugal                                                                    | Militärdiktatur                                                                                 | 1964–                         |                   |                   |                     |                                        |
| 9.                             | 11. | Brasilien                              | 15. November              | 1825           | Anerkennung            | Portugal                                                                    | Föderale Präsidialrepublik                                                                      | 1985–                         |                   |                   |                     |                                        |
|                                | 12. | Zentral-amerikanische Föderation       | 1. Juli                   | 1823           | Erklärung              | Mexiko                                                                      | Föderale Präsidialrepublik                                                                      | 1823–                         | März              | 1840              | Auflösung           | Nicaragua                              |
| Honduras                       | 12. | Zentral-amerikanische Föderation       | 1. Juli                   | 1823           | Erklärung              | Mexiko                                                                      | Föderale Präsidialrepublik                                                                      | 1823–                         | März              | 1840              | Auflösung           |                                        |
| Costa Rica                     | 12. | Zentral-amerikanische Föderation       | 1. Juli                   | 1823           | Erklärung              | Mexiko                                                                      | Föderale Präsidialrepublik                                                                      | 1823–                         | März              | 1840              | Auflösung           |                                        |
| Guatemala                      | 12. | Zentral-amerikanische Föderation       | 1. Juli                   | 1823           | Erklärung              | Mexiko                                                                      | Föderale Präsidialrepublik                                                                      | 1823–                         | März              | 1840              | Auflösung           |                                        |
| El Salvador                    | 12. | Zentral-amerikanische Föderation       | 1. Juli                   | 1823           | Erklärung              | Mexiko                                                                      | Föderale Präsidialrepublik                                                                      | 1823–                         | März              | 1840              | Auflösung           |                                        |
| 10.                            | 13. | Bolivien                               | 6. August                 | 1825           | Erklärung              | Peru und Spanien                                                            | Präsidialrepublik                                                                               | 1826–                         | 28. Oktober       | 1836              | Föderation          | Peruanisch-Bolivianische Konföderation |
| 10.                            | 13. | Bolivien                               | 18. Mai                   | 1826           | Anerkennung            | Peru                                                                        | Präsidialrepublik                                                                               | 1826–                         | 28. Oktober       | 1836              | Föderation          | Peruanisch-Bolivianische Konföderation |
| 10.                            | 13. | Bolivien                               | 12. Februar               | 1861           | Anerkennung            | Spanien                                                                     | Präsidialrepublik                                                                               | 1826–                         | 28. Oktober       | 1836              | Föderation          | Peruanisch-Bolivianische Konföderation |
| 11.                            | 14. | Uruguay                                | 27. August                | 1828           | Anerkennung            | Brasilien und Argentinien                                                   | Präsidialrepublik                                                                               | 1828–                         |                   |                   |                     |                                        |
| 11.                            | 14. | Uruguay                                | 9. Oktober                | 1882           | Anerkennung            | Spanien                                                                     | Präsidialrepublik                                                                               | 1828–                         |                   |                   |                     |                                        |
| 1830er                         |     |                                        |                           |                |                        |                                                                             |                                                                                                 |                               |                   |                   |                     |                                        |
| 12.                            | 15. | Venezuela                              | 13. Januar                | 1830           | Erklärung              | Kolumbien                                                                   | Präsidialrepublik                                                                               | 1830–                         |                   |                   |                     |                                        |
| 12.                            | 15. | Venezuela                              | 22. Juni                  | 1846           | Anerkennung            | Spanien                                                                     | Föderale Präsidialrepublik                                                                      | 1864–                         |                   |                   |                     |                                        |
| 13.                            | 16. | Ecuador                                | 13. Mai                   | 1830           | Erklärung              | Kolumbien                                                                   | Präsidialrepublik                                                                               | 1830–                         |                   |                   |                     |                                        |
| 13.                            | 16. | Ecuador                                | 30. Oktober               | 1841           | Anerkennung            | Spanien                                                                     | Präsidialrepublik                                                                               | 1830–                         |                   |                   |                     |                                        |
|                                | 17. | Texas                                  | 2. März                   | 1836           | Erklärung              | Mexiko                                                                      | Präsidialrepublik                                                                               | 1836–                         | 19. Februar       | 1845              | Annexion            | USA                                    |
|                                | 18. | Süd-Peru                               | 17. März                  | 1836           | nach Eroberung         | Peru                                                                        | Präsidialrepublik                                                                               | 1836–                         | 28. Oktober       | 1836              | Föderation          | Peruanisch-Bolivianische Konföderation |
|                                | 19. | Nord-Peru                              | 6. August                 | 1836           | nach Eroberung         | Peru                                                                        | Präsidialrepublik                                                                               | 1836–                         | 28. Oktober       | 1836              | Föderation          | Peruanisch-Bolivianische Konföderation |
|                                | 20. | Peruanisch-Bolivianische Konföderation | 28. Oktober               | 1836           | Vereinigung            | Nord-Peru                                                                   | Föderale Präsidialrepublik                                                                      | 1836–                         | 25. August        | 1839              | Auflösung           | Peru                                   |
| Süd-Peru                       | 20. | Peruanisch-Bolivianische Konföderation | 28. Oktober               | 1836           | Vereinigung            |                                                                             | Föderale Präsidialrepublik                                                                      | 1836–                         | 25. August        | 1839              | Auflösung           | Peru                                   |
| Bolivien                       | 20. | Peruanisch-Bolivianische Konföderation | 28. Oktober               | 1836           | Vereinigung            | Bolivien                                                                    | Föderale Präsidialrepublik                                                                      | 1836–                         | 25. August        | 1839              | Auflösung           |                                        |
| 14.                            | 21. | Nicaragua                              | 2. Mai                    | 1838           | Austritt               | Zentralamerikanische Föderation                                             | Präsidialrepublik                                                                               | 1838–                         | 17. September     | 1896              | Föderation          | Großmittel-amerika                     |
| 14.                            | 21. | Nicaragua                              | 24. Juli                  | 1851           | Anerkennung            | Spanien                                                                     | Präsidialrepublik                                                                               | 1838–                         | 17. September     | 1896              | Föderation          | Großmittel-amerika                     |
| 15.                            | 22. | Honduras                               | 26. Oktober               | 1838           | Austritt               | Zentralamerikanische Föderation                                             | Präsidialrepublik                                                                               | 1838–                         | 17. September     | 1896              | Föderation          | Großmittel-amerika                     |
| 15.                            | 22. | Honduras                               | 28. August                | 1895           | Anerkennung            | Spanien                                                                     | Präsidialrepublik                                                                               | 1838–                         | 17. September     | 1896              | Föderation          | Großmittel-amerika                     |
| 16.                            | 23. | Costa Rica                             | 15. November              | 1838           | Austritt               | Zentralamerikanische Föderation                                             | Präsidialrepublik                                                                               | 1838–                         |                   |                   |                     |                                        |
| 16.                            | 23. | Costa Rica                             | 10. Mai                   | 1859           | Anerkennung            | Spanien                                                                     | Präsidialrepublik                                                                               | 1838–                         |                   |                   |                     |                                        |
| 17.                            | 24. | Guatemala                              | 17. April                 | 1839           | Austritt               | Zentralamerikanische Föderation                                             | Präsidialrepublik                                                                               | 1839–                         |                   | 1921              | Föderation          | Föderation von Mittelamerika           |
| 17.                            | 24. | Guatemala                              | 20. Juni                  | 1864           | Anerkennung            | Spanien                                                                     | Präsidialrepublik                                                                               | 1839–                         |                   | 1921              | Föderation          | Föderation von Mittelamerika           |
| 8.                             | 10. | Peru                                   | 25. August                | 1839           | Erklärung              | Peruanisch-Bolivianische Konföderation                                      | Präsidialrepublik                                                                               | 1839–                         |                   |                   |                     |                                        |
| 10.                            | 13. | Bolivien                               | 25. August                | 1839           | Erlöschen              | Peruanisch-Bolivianische Konföderation                                      | Präsidialrepublik                                                                               | 1839–                         |                   |                   |                     |                                        |
| 18.                            | 25. | El Salvador                            | 2. Februar                | 1841           | Austritt               | Zentralamerikanische Föderation                                             | Präsidialrepublik                                                                               | 1841–                         | 17. September     | 1896              | Föderation          | Großmittel-amerika                     |
| 18.                            | 25. | El Salvador                            | 15. Juni                  | 1866           | Anerkennung            | Spanien                                                                     | Präsidialrepublik                                                                               | 1841–                         | 17. September     | 1896              | Föderation          | Großmittel-amerika                     |
| 1840er                         |     |                                        |                           |                |                        |                                                                             |                                                                                                 |                               |                   |                   |                     |                                        |
| 19.                            | 26. | Dominikanische Republik                | 27. Februar               | 1844           | Erklärung              | Haiti                                                                       | Präsidialrepublik                                                                               | 1844                          | 18. März          | 1861              | freiwillige Aufgabe | Spanien                                |
| 1850er                         |     |                                        |                           |                |                        |                                                                             |                                                                                                 |                               |                   |                   |                     |                                        |
|                                | 27. | Buenos Aires                           | 11. September             | 1852           |                        | Argentinien                                                                 |                                                                                                 | 1852–                         | 3. Juni           | 1861              | Anschluss           | Argentinien                            |
| 1860er                         |     |                                        |                           |                |                        |                                                                             |                                                                                                 |                               |                   |                   |                     |                                        |
| 19.                            | 26. | Dominikanische Republik                | 14. September             | 1863           | Erklärung              | Spanien                                                                     | Präsidialrepublik                                                                               | 1865–                         |                   |                   |                     |                                        |
| 19.                            | 26. | Dominikanische Republik                | 14. September             | 1863           | Erklärung              | Spanien                                                                     | Protektorat der USA                                                                             | 1916–                         |                   |                   |                     |                                        |
| 19.                            | 26. | Dominikanische Republik                | 14. September             | 1863           | Erklärung              | Spanien                                                                     | Präsidialrepublik                                                                               | 1924–                         |                   |                   |                     |                                        |
| 19.                            | 26. | Dominikanische Republik                | 4. Mai                    | 1865           | Anerkennung            | Spanien                                                                     | Diktatur                                                                                        | 1930–                         |                   |                   |                     |                                        |
| 19.                            | 26. | Dominikanische Republik                | 4. Mai                    | 1865           | Anerkennung            | Spanien                                                                     | Militärdiktatur                                                                                 | 1961–                         |                   |                   |                     |                                        |
| 19.                            | 26. | Dominikanische Republik                | 4. Mai                    | 1865           | Anerkennung            | Spanien                                                                     | Präsidialrepublik                                                                               | 1966–                         |                   |                   |                     |                                        |
| 1890er                         |     |                                        |                           |                |                        |                                                                             |                                                                                                 |                               |                   |                   |                     |                                        |
|                                | 28. | Großmittel-amerika                     | 17. September             | 1896           | Vereinigung            | Nicaragua                                                                   | Föderale Republik                                                                               | 1896–                         | 30. November      | 1898              | Auflösung           | El Salvador                            |
| El Salvador                    | 28. | Großmittel-amerika                     | 17. September             | 1896           | Vereinigung            | Honduras                                                                    | Föderale Republik                                                                               | 1896–                         | 30. November      | 1898              | Auflösung           |                                        |
| Honduras                       | 28. | Großmittel-amerika                     | 17. September             | 1896           | Vereinigung            | Nicaragua                                                                   | Föderale Republik                                                                               | 1896–                         | 30. November      | 1898              | Auflösung           |                                        |
| 18.                            |     | El Salvador                            | 25. November              | 1898           | Austritt               | Großmittelamerika/ ab 1. November 1898 Vereinigte Staaten von Mittelamerika | Präsidialrepublik                                                                               | 1898–                         | 25. Februar       | 1921              | Föderation          | Föderation von Mittelamerika           |
| 15.                            |     | Honduras                               | 29. November              | 1898           | Austritt               | Großmittelamerika/ ab 1. November 1898 Vereinigte Staaten von Mittelamerika | Präsidialrepublik Protektorat der USA Präsidialrepublik                                         | 1898– 1911– 1919–             | 3. Februar        | 1921              | Föderation          | Föderation von Mittelamerika           |
| 14.                            |     | Nicaragua                              | 1. Dezember               | 1898           | Austritt               | Großmittelamerika/ ab 1. November 1898 Vereinigte Staaten von Mittelamerika | Präsidialrepublik Protektorat der USA Präsidialrepublik                                         | 1898– 1916– 1933–             |                   |                   |                     |                                        |
| 1. Hälfte des 20. Jahrhunderts |     |                                        |                           |                |                        |                                                                             |                                                                                                 |                               |                   |                   |                     |                                        |
| 20.                            | 29. | Kuba                                   | 10. Dezember 20. Mai      | 1898 1902      | Vertrag von Paris      | Spanien USA                                                                 | Protektorat der USA Präsidialrepublik Sozialistische Republik                                   | 1902– 1934– 1961–             |                   |                   |                     |                                        |
| 21.                            | 30. | Panama                                 | 3. November               | 1903           | Erklärung              | Kolumbien                                                                   | Konstitutionelle Republik                                                                       | 1903–                         |                   |                   |                     |                                        |
| 21.                            | 30. | Panama                                 | 3. November               | 1903           | Erklärung              | Kolumbien                                                                   | Protektorat der USA                                                                             | 1904–                         |                   |                   |                     |                                        |
| 21.                            | 30. | Panama                                 | 1. März                   | 1922           | Anerkennung            | Kolumbien                                                                   | Konstitutionelle Republik                                                                       | 1939–                         |                   |                   |                     |                                        |
| 21.                            | 30. | Panama                                 | 1. März                   | 1922           | Anerkennung            | Kolumbien                                                                   | Präsidialrepublik                                                                               | 1968–                         |                   |                   |                     |                                        |
|                                | 31. | Föderation von Mittelamerika           | 13. Juni                  | 1921           | Vereinigung            | Honduras                                                                    | Föderale Republik                                                                               | 1921–                         | 29. Januar        | 1922              | Auflösung           | Honduras                               |
| El Salvador                    | 31. | Föderation von Mittelamerika           | 13. Juni                  | 1921           | Vereinigung            | El Salvador                                                                 | Föderale Republik                                                                               | 1921–                         | 29. Januar        | 1922              | Auflösung           |                                        |
| Guatemala                      | 31. | Föderation von Mittelamerika           | 13. Juni                  | 1921           | Vereinigung            | Guatemala                                                                   | Föderale Republik                                                                               | 1921–                         | 29. Januar        | 1922              | Auflösung           |                                        |
| 17.                            |     | Guatemala                              | 14. Januar                | 1922           | Austritt               | Föderation von Mittelamerika                                                | Präsidialrepublik                                                                               | 1922–                         |                   |                   |                     |                                        |
| 18.                            |     | El Salvador                            | 4. Februar                | 1922           | Austritt               | Föderation von Mittelamerika                                                | Präsidialrepublik                                                                               | 1922–                         |                   |                   |                     |                                        |
| 15.                            |     | Honduras                               | 7. Februar                | 1922           | Austritt               | Föderation von Mittelamerika                                                | Präsidialrepublik                                                                               | 1922–                         |                   |                   |                     |                                        |
| 22.                            | 32. | Kanada                                 | 11. Dezember              | 1931           | Statut von Westminster | Großbritannien                                                              | Föderale-Parlamentarische Monarchie                                                             | 1931–                         |                   |                   |                     |                                        |
| 22.                            | 32. | Kanada                                 | 29. März                  | 1982           | Kanada-Gesetz          | Großbritannien                                                              | Föderale-Parlamentarische Monarchie                                                             | 1931–                         |                   |                   |                     |                                        |
| 1960er                         |     |                                        |                           |                |                        |                                                                             |                                                                                                 |                               |                   |                   |                     |                                        |
| 23.                            | 33. | Jamaika                                | 6. August                 | 1962           | Anerkennung            | Großbritannien                                                              | Parlamentarische Monarchie                                                                      | 1962–                         |                   |                   |                     |                                        |
| 24.                            | 34. | Trinidad und Tobago                    | 31. August                | 1962           | Anerkennung            | Großbritannien                                                              | Parlamentarische Monarchie                                                                      | 1962–                         |                   |                   |                     |                                        |
| 24.                            | 34. | Trinidad und Tobago                    | 31. August                | 1962           | Anerkennung            | Großbritannien                                                              | Parlamentarische Republik                                                                       | 1976–                         |                   |                   |                     |                                        |
| 25.                            | 35. | Guyana                                 | 26. Mai                   | 1966           | Anerkennung            | Großbritannien                                                              |                                                                                                 | 1966–                         |                   |                   |                     |                                        |
| 25.                            | 35. | Guyana                                 | 26. Mai                   | 1966           | Anerkennung            | Großbritannien                                                              | Semipräsidentielle Republik                                                                     | 1980–                         |                   |                   |                     |                                        |
| 26.                            | 36. | Barbados                               | 30. November              | 1966           | Anerkennung            | Großbritannien                                                              | Parlamentarische Monarchie                                                                      | 1966–                         |                   |                   |                     |                                        |
| 26.                            | 36. | Barbados                               | 30. November              | 1966           | Anerkennung            | Großbritannien                                                              | Parlamentarische Republik                                                                       | 2021–                         |                   |                   |                     |                                        |
| 1970er                         |     |                                        |                           |                |                        |                                                                             |                                                                                                 |                               |                   |                   |                     |                                        |
| 27.                            | 37. | Bahamas                                | 10. Juli                  | 1973           | Anerkennung            | Großbritannien                                                              | Parlamentarische Monarchie                                                                      | 1973–                         |                   |                   |                     |                                        |
| 28.                            | 38. | Grenada                                | 7. Februar                | 1974           | Anerkennung            | Großbritannien                                                              | Parlamentarische Monarchie                                                                      | 1974–                         |                   |                   |                     |                                        |
| 29.                            | 39. | Suriname                               | 25. November              | 1975           | Anerkennung            | Niederlande                                                                 | Republik                                                                                        | 1975–                         |                   |                   |                     |                                        |
| 29.                            | 39. | Suriname                               | 25. November              | 1975           | Anerkennung            | Niederlande                                                                 | Militärdiktatur                                                                                 | 1980–                         |                   |                   |                     |                                        |
| 29.                            | 39. | Suriname                               | 25. November              | 1975           | Anerkennung            | Niederlande                                                                 | Republik mit parlaments-gebundener Exekutivgewalt                                               | 1987–                         |                   |                   |                     |                                        |
| 30.                            | 40. | Dominica                               | 3. November               | 1978           | Anerkennung            | Großbritannien                                                              | Parlamentarische Republik                                                                       | 1978–                         |                   |                   |                     |                                        |
| 31.                            | 41. | St. Lucia                              | 22. Februar               | 1979           | Anerkennung            | Großbritannien                                                              | Parlamentarische Monarchie                                                                      | 1979–                         |                   |                   |                     |                                        |
| 32.                            | 42. | St. Vincent und die Grenadinen         | 27. Oktober               | 1979           | Anerkennung            | Großbritannien                                                              | Parlamentarische Monarchie                                                                      | 1979–                         |                   |                   |                     |                                        |
| 1980er                         |     |                                        |                           |                |                        |                                                                             |                                                                                                 |                               |                   |                   |                     |                                        |
| 33.                            | 43. | Belize                                 | 21. September             | 1981           | Anerkennung            | Großbritannien                                                              | Parlamentarische Monarchie                                                                      | 1981–                         |                   |                   |                     |                                        |
| 34.                            | 44. | Antigua und Barbuda                    | 1. November               | 1981           | Anerkennung            | Großbritannien                                                              | Konstitutionell-Parlamentarische Monarchie                                                      | 1981–                         |                   |                   |                     |                                        |
| 35.                            | 45. | St. Kitts und Nevis                    | 19. September             | 1983           | Anerkennung            | Großbritannien                                                              | Föderale-Parlamentarische Monarchie                                                             | 1983–                         |                   |                   |                     |                                        |

## Bestehende Kolonien und abhängige Gebiete
Einige Teile Amerikas stehen auch heute unter der Kontrolle europäischer Mächte.

### Großbritannien
- Anguilla
- Bermuda
- Britische Jungferninseln
- Cayman Islands
- Falklandinseln
- Montserrat
- Turks- und Caicosinseln

### Niederlande
- Aruba
- St. Martin (Frankreich/Niederlande)
- Niederländische Antillen

### Frankreich
- Clipperton-Insel
- Französisch-Guayana
- Guadeloupe
- Martinique
- Saint-Barthélemy
- St. Martin (Frankreich/Niederlande)
- Saint-Pierre und Miquelon

### Dänemark
- Grönland

Aruba trennte sich am 1. Januar 1986 von den Niederländischen Antillen und wurde ein eigenständiges, selbstverwaltetes Mitglied des Königreichs der Niederlande. Eine Bewegung zu Gunsten einer vollständigen Unabhängigkeit 1996 wurde auf Arubas Wunsch hin 1990 gestoppt. Mit Auflösung der Niederländischen Antillen am 10. Oktober 2010 erhielten auch Curaçao und Sint Maarten den Status autonomer Länder innerhalb des Königreichs, die verbleibenden Inseln Bonaire, Saba und St. Eustatius wurden auf eigenen Wunsch zu Besonderen Gemeinden des Landes Niederlande, ohne einer Provinz anzugehören.
Französisch-Guayana, Guadeloupe und Martinique gelten nicht als Kolonien Frankreichs, sondern als „integrale Bestandteile“ des französischen Mutterlandes – Übersee-Départements Frankreichs.
Grönland ist seit 1979 autonom, aber Bestandteil des Königreichs Dänemark.